# Acanthermia stigmatica
Acanthermia stigmatica är en fjärilsart som beskrevs av Dyar. Acanthermia stigmatica ingår i släktet Acanthermia och familjen nattflyn. Inga underarter finns listade i Catalogue of Life.